# 鎮目真人
鎮目 真人（しずめ まさと、1967年 - ）は、日本の社会学者。現在、立命館大学産業社会学部教授。

## 経歴
1967年東京都生まれ。1992年、立命館大学産業社会学部卒業。1996年、大阪府立大学大学院社会福祉学研究科博士後期課程中途退学。2020年、博士（社会福祉学）（大阪府立大学）。
北星学園大学、同志社女子大学を経て、立命館大学へ。

## 主著
- 『公共政策の社会学』(共著)東信堂、2007年。 『社会福祉学』(共著)有斐閣、2011年。
- 『比較福祉国家――理論・計量・各国事例』(共編著)ミネルヴァ書房、2013年。
- 『社会保障の公私ミックス再論――多様化する私的領域の役割と可能性』(共編著)ミネルヴァ書房、2016年。
- 『転げ落ちない社会――困窮と孤独をふせぐ制度戦略』(共著)勁草書房、2017年。
- 『よくわかる福祉行財政と福祉計画』(共著)ミネルヴァ書房、2018年。